# ویتاس
ویتالی ولاداویچ گراچیو (ویتاس) (به روسی: Виталий Владасович Грачёв, Vitalij Vladasovič Gračëv) خواننده و ترانه‌سرای روس است. او بخاطر خواندن در رجیستر صدایی فولستو شهرت دارد و همین صدا لقب پرنس صدا دلفینی را در چین برایش به ارمغان آورده است.
این خواننده جوان خوانندگی را از ۲۲ سالگی شروع کرده و با تلفیق موسیقی جاز - کلاسیک و تکنو سبک جدیدی را در موسیقی روسیه به وجود آورده است. ترانه‌هایی که او می‌خواند بیشتر مضامین عرفانی و عاشقانه دارد. جالب این است که بسیاری از این ترانه‌ها و اشعار برگرفته از اشعار مولانا و خیام می‌باشند.